# Illa Guidoiro
Illa Guidoiro (galiciska: Illa Pedregoso) är en ö i Spanien.   Den ligger i provinsen Provincia de Pontevedra och regionen Galicien, i den nordvästra delen av landet, 500 km nordväst om huvudstaden Madrid.